# 大像山摩崖造像
大像山摩崖造像位於四川省閬中市白塔鄉，文物遺址年代判定為唐。1991年4月16日公佈為四川省第三批文物保護單位。2013年3月5日列為第七批全國重點文物保護單位。